# Израил Потър
„Израил Потър: Петдесетгодишното му изгнание“ (на английски: Israel Potter: His Fifty Years of Exile) е приключенски роман от американския писател Херман Мелвил, който е издаден периодично през 1854-1855 година. На български език е преведен от Борис Миндов.

## Сюжет
Израил Потър е роман за границите на човешката жизнеустойчивост. Без да изоставя морската тема, Мелвил проследява повратностите на една съдба. Израил участва като моряк във Американската война за независимост, чийто вихри го отвяват далеч от родните брегове. Свой по кръв и име, той е чужденец и враг в „добрата“ стара Англия. Художествено убедително Мелвил ни показва какво крепи духа на този човек и му помага да оцелее.

## Превод и издаване в България
- 1984 – Херман Мелвил. Избрани произведения в 5 тома. Том 4:Израил Потър. Прев. от англ. Борис Миндов Изд. „Георги Бакалов“. Варна, 1984.